# NGC 3618
NGC 3618 est une galaxie spirale intermédiaire située dans la constellation du Lion. NGC 3618 a été découverte par l'astronome germano-britannique William Herschel en 1785.

## Caractéristiques
La classe de luminosité de NGC 3618 est II et elle présente une large raie HI. Selon la base de données Simbad, NGC 3618 est une galaxie LINER, c'est-à-dire une galaxie dont le noyau présente un spectre d'émission caractérisé par de larges raies d'atomes faiblement ionisés.

### Distance
Sa vitesse par rapport au fond diffus cosmologique est de 7 116 ± 22 km/s, ce qui correspond à une distance de Hubble de 105,0 ± 7,4 Mpc (∼342 millions d'al).

### Émission de radiation ultraviolette
NGC 3618 est une galaxie dont le noyau brille dans le domaine de l'ultraviolet. Elle est inscrite dans le catalogue de Markarian sous la cote Mrk 1288 (MK 1288).

## Paire de galaxies
Selon Abraham Mahtessian NGC 3615 et NGC 3618 forment une paire de galaxies.